# Ramphastides
A Ramphastides madarak (Aves) osztályába és a harkályalakúak (Piciformes) rendjébe tartozó alrendág. Egyes kutatók ezt az alrendágat öregcsaládként tartják számon, Ramphastoidea név alatt.

## Tudnivalók
Ez a madáralrendág a harkályalakúakon belül magába foglalja a tukánféléket, valamint a korábban közéjük tartozó bajuszosmadárféléket, bajszikákat és az afrikai, valamint az ázsiai rokonokat. Ezek a családok, korábban a tukánfélékben alcsaládoknak számítottak. A kutatások következtében a tukánfélék parafiletikus csoportnak bizonyultak, azaz olyan taxonómiai csoportosítás, melyben a csoport tagjai visszavezethetők egy közös ősre, viszont a csoport maga nem tartalmazza annak a bizonyos legközelebbi közös ősnek az összes leszármazottját.

## Rendszerezésük
Az alrendágba az alábbi 5 madárcsalád tartozik:
- bajuszosmadárfélék (Capitonidae) Bonaparte, 1838
- Lybiidae Sibley & Ahlquist, 1985
- Megalaimidae Blyth, 1852
- tukánfélék (Ramphastidae) Vigors, 1825
- Semnornithidae Richmond, 1900

## Fordítás
- Ez a szócikk részben vagy egészben  a   Ramphastides című angol Wikipédia-szócikk ezen változatának fordításán alapul.  Az eredeti cikk szerkesztőit annak laptörténete sorolja fel. Ez a jelzés csupán a megfogalmazás eredetét és a szerzői jogokat jelzi, nem szolgál a cikkben szereplő információk forrásmegjelöléseként.